# Gli anni d'oro (fumetto)
Gli Anni d'Oro è fumetto scritto da Ade Capone con la consulenza di Max Pezzali e disegnato da Alfredo Orlandi (matite) e Alessandro Bocci (chine, lettering e copertina), pubblicato nel 1995 da Cosmic Comics con il marchio Liberty.
Il fumetto riprende, in forma romanzata, alcune avventure modellate sulla vita di Pezzali e dei suoi amici che hanno ispirato le canzoni dell'artista, in particolare nell'album La donna il sogno & il grande incubo.

## Trama
Quattro amici, ragazzi come tanti a metà degli anni Novanta in una qualsiasi città della periferia italiana. Max, volontario della Croce Rossa, resta sconvolto dalla morte di un giovane, passa da una ragazza all'altra e vive a casa come il albergo. Cisco, che riesce a sistemare i motori ma non le storie con l'altro sesso. Apo ignora le chiamate e le lamentele della sua ragazza Paola, che gli chiede di crescere. E Ye ye, alle prese con un padre severo, che cerca evasione sniffando cocaina. Si ritrovano tutti al solito bar, da Ron, vestiti come le Iene. Il motivo, partecipare a un matrimonio cui non sono stati invitati, quello del loro vecchio amico Andrea, e divertirsi alle sue spalle.
Lungo la via, i quattro vengono superati da una spider guidata da un'avvenente bionda vestita con una semplice tutina blu, da cui Max rimane affascinato. Alla festa le tentano tutte per mettere in imbarazzo il loro vecchio amico, ma le gag e i siparietti acquistano un'atmosfera malinconica mentre Max scopre che Andrea ha conservato i ricordi dei loro "anni d'oro", rimpiange quelli che ha perso e ora ha sposato una donna che non ama. Si fa sera e la lunga giornata prosegue prima cercando senza successo una festa, poi nella discoteca Hollywood, dove Apo rompe con Paola, uscita con un altro uomo.
La nottata continua. Ye ye va in overdose e finisce in ospedale, dove riescono a salvarlo e viene sedotto da un'infermiera. Apo incontra la voce di un telefono amico che aveva chiamato per sfogarsi. Cisco risolve i problemi di una donna matura che lo invita a fare un giro. Max, ancora a caccia della sua tutina, finisce a una festa dove ritrova gli altri tre amici. La bionda è lì ma fugge, e lui la insegue fino al Dream Motel, dove è atteso nella stanza 106. Ma la stanza accanto è aperta e all'interno scorge i suoi vecchi giocattoli, i suoi sogni e i suoi perché. La bionda si trasforma in un mostro onirico, Max deve fuggire.
Solo per poco riesce a salvarsi da quel grande incubo, ma prima di svegliarsi del tutto incontra la versione anziana di se stesso, che gli spiega come sia stata concessa a lui e i tre amici una notte diversa dalle altre. Le situazioni da sogno che avevano vissuto scompaiono, ma a ognuno resta un piccolo segno tangibile che lascia il dubbio se siano state davvero vissute. La vita torna a scorrere come prima, con la musica, le moto, e il vizio di dire a due ragazze con l'auto in panne "Tranquille, siamo qui noi".

## Edizioni
- Ade Capone, Max Pezzali, Gli Anni d'Oro, Liberty, 1995.